# Weerkat

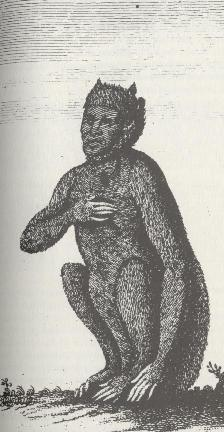
Weertijger

Een weerkat is een fabeldier. Analoog aan de bekendere gedaanteverwisseling tussen mens en wolf bij een weerwolf, gaat het hier om een mens die in een kat of katachtige verandert. In deze en soortgelijke samenstellingen is weer terug te voeren op een oud Germaans woord voor man.
In de Europese folklore hebben heksen vaak het vermogen zich te veranderen in een kat, meestal een zwarte. Dit vermogen is niet gelinkt aan een astrologisch verschijnsel zoals een volle maan.
In Meso-Amerikaanse culturen zoals die van de Azteken, Olmeken en Maya's kwamen weerjaguars voor. Ze waren een frequent voorkomend motief in de Olmeekse kunst en in de Azteekse mythologie kon de god Tezcatlipoca verwisselen tot Tepeyollotl, een jaguar.
In Afrikaanse legenden komen weerleeuwen en weerluipaarden voor. Weerleeuwen worden meestal toegeschreven aan koninklijke bloedlijnen. Weerluipaarden komen in legendes voor als het nageslacht van goden die een fysieke gedaante aannemen om zich onder de mensen te kunnen begeven en vervolgens paren met menselijke vrouwen.
In de hedendaagse cultuur zijn weerpanters te zien in het derde en vierde seizoen van de televisieserie True Blood en in de spelreeks World of Darkness zijn de Bastets, genaamd naar de Egyptische godin met de kop van een kat, een ras van weerkatten.